# Кыдрым
Кыдрым (также Кыдрымъю; устар. Кыдрымью) — река в России, протекает по территории Печорского района Республики Коми. Устье реки находится в 164 км по левому берегу реки Кожва. Длина реки составляет 96 км, площадь водосборного бассейна 877 км².

## Этимология гидронима
По одной из версий, происходит из русского слова кедр путем добавления коми неотглагольного словообразовательного суффикса -ым и ю — «река» и означает «реку текущую по кедровнику».

## Данные водного реестра
По данным государственного водного реестра России относится к Двинско-Печорскому бассейновому округу, водохозяйственный участок реки — Печора от водомерного поста у посёлка Шердино до впадения реки Уса, речной подбассейн реки — бассейны притоков Печоры до впадения Усы. Речной бассейн реки — Печора.
Код объекта в государственном водном реестре — 03050100212103000063795.